# Четворица овенчаних мученика
Четворица овенчаних мученика, познати и као Четворица венценосних мученика, Четворица крунисаних мученика, (лат. Sancti Quatour Coronati, итал. Santi Quattro Coronati) су ранохришћански мученици пореклом са простора око града Сирмијума и Фрушке горе (Србија), поштованих у Италији, Риму и западној Европи још од IV века. Центар њиховог обожавања била је саборна црква] Санти Кватро-Коронати на брду Целио у Риму.
Најраније помињање њиховог мучеништва се налази у списима царинског службеника Порфирија IV век. Према тим списима, имена мученика су: Клаудије, Касторије, Симпрониан и Никострат, касније им се придружио и млади ученик Симплиције. Радили су на каменим резбаријама Сирмијума у тадашњој Панонији и били тајни хришћани. Будући мученици су били талентовани вајари и каменоресци и уживали су велики углед код цара Диоклецијан. Он је од њих затражио да направе кип бога Сунца на колима са четири коња, и да то све буде израђено од једног монолита. Они су пронашли одговарајуци блок и израдили скулптуру високу 25 стопа. Диоклецијан је био врло задовољан делом и поделио је радницима велике и богате поклоне. Међутим, одмах је наредио да се на месту каменолома тзв Дебелом брегу, сагради храм и у њега смести позлаћени кип бога Сунца.
Дебели брег (лат. Mons Pinguis) налазио се уз сам пут Сирмијум-Баностор и познат је по томе што је то пут који је везивао град Сирмијум и његову дунавску луку.
Иста група добила је прво задатак да изради камене стубове и капителе за храм, затим шкољке за чесму и базен за воду са многим уметничким статуама и најзад фигуру богиње победе Викторије, бога љубави Амора и бога здравља Ескулапа. Када је, после извесног времена, Диоклецијан видео израђене скулптуре, обрадовао се и рекао: "...срећан сам што сте тако вешти, а ли зашто нисте израдили и Ескулапа, бога сваког здравља? Идите с миром и израдите ми тај кип, израдите и лавове који бљују воду и орлове и јелене и много других животиња..." Клаудије, Касторије, Симпронијан, Никострат и Симплиције поново су се бацили на посао и за четири месеца израдили све осим Ескулапа.
Пред долазак цара сви кипови су били поређани на једном пољу, окружени радницима и надзорницима. Диоклецијан је поново узалуд тражио Ескулапа, а тада су му надзорници, већ љубоморни на успехе будућих мученика, открили њихову тајну. Цар је првобитно показао велику благост, очекујући да ће се хришћани ипак покорити његовим захтевима, али је касније, изненађен њиховом упорношћу, и подстицан од надзорника, наредио да морају јавно да принесу жртву богу Сунца по старом обичају, или ће бити уморени страшним мукама. Доклецијан је хтео да их сурово казни чак у Риму. Успут се ипак предомислио: након што су прешли реку Дрину, цар је наредио да буду ишибани, а затим живи затворени у оловне сандуке и бачени у реку Саву, код данасњег Шамца.
По Календару мученика из 354. године, њихово страдање десило се 8.новембра 305. године.